# Vườn quốc gia Nanda Devi
Vườn quốc gia Nanda Devi hay Khu dự trữ sinh quyển Nanda Devi là một vườn quốc gia được thành lập vào năm 1982 bao gồm khu vực tự nhiên xung quanh đỉnh Nanda Devi (7.816 mét) ở bang Uttarakhand, miền bắc Ấn Độ. Toàn bộ vườn quốc gia nằm ở độ cao trên 3.500 m (11.500 ft) so với mực nước biển trung bình. Vườn quốc gia được UNESCO công nhận là Di sản thế giới từ năm 1988 trước khi được mở rộng thêm Vườn quốc gia Thung lũng các loài hoa vào năm 2005 đổi thành Nanda Devi và Vườn quốc gia Thung lũng các loài hoa.
Trong ranh giới vườn quốc gia là Khu bảo tồn Nanda Devi, một lưu vực sông băng được bao quanh bởi các đỉnh núi cao 6.000 mét (19.700 ft) và 7.500 m (24.600 ft), đổ qua hẻm núi Rishi Ganga.
Vườn quốc gia nằm trong khu dự trữ sinh quyển Nanda Devi có diện tích 2.236,74 km2 (863,61 dặm vuông Anh) và một vùng đệm xung quanh của Nanda Devi và Vườn quốc gia Thung lũng các loài hoa rộng 5.148,57 km2 (1.987,87 dặm vuông Anh) Thời gian tốt để tham quan vườn quốc gia là vào tháng 5-10.

## Lịch sử
Nỗ lực khám phá khu bảo tồn được ghi nhận đầu tiên là từ W. W. Graham vào năm 1883, người chỉ có thể tới được hẻm núi Rishi Ganga. Những nỗ lực khác của các nhà thám hiểm sau đó gồm của T. G. Longstaff (năm 1870), Hugh Ruttledge (vào các năm 1926, 1927 và 1932) đã không đem đến kết quả tốt. Eric Shipton và H. W. Tilman đã tiến vào bên trong khu bảo tồn từ hẻm núi Rishi Ganga vào năm 1934, mở ra cuộc thám hiểm vào sâu được bên trong nó. Đến năm 1939, khu bảo tồn được tuyên bố là một khu bảo tồn trò chơi.

## Động thực vật

### Thực vật
Vườn quốc gia là nơi có 312 loài hoa trong đó có 17 loài quý hiếm. Những loài thực vật chính tại đây gồm Linh sam, Bạch dương, Đỗ quyên và Bách xù. Đi sâu vào trong vườn quốc gia là khu vực núi cao có sự xuất hiện của những sông băng nên thảm thực vật ở đây khan hiếm và chủ yếu là các loài cây chịu khô hạn gồm Thông, Rêu, các loài Địa y và một số loài hoa đáng chú ý khác.

### Động vật
Nanda Devi có một số loài động vật có vú đáng chú ý gồm Hươu xạ bụng trắng, Sơn dương lục địa, Dê núi sừng ngắn Himalaya. Động vật ăn thịt đặc trưng bởi các loài Báo tuyết, Gấu đen Himalaya và có thể là cả Gấu nâu. Voọc Ấn Độ được tìm thấy trong vườn quốc gia còn loài Khỉ đốm được thấy tại khu vực lân cận giáp ranh. Trong cuộc thám hiểm năm 1993, có 114 loài chim đã được ghi nhận tại Nanda Devi.